# دونالد إي. باركر
دونالد إي. باركر (بالإنجليزية: Donald E. Parker)‏ هو عالم نفس أمريكي، ولد في القرن العشرين.